# Augustin-Louis-Victor des Acres de L'Aigle
Pour les autres membres de la famille, voir Famille des Acres.
Augustin (Auguste) Louis Victor des Acres, comte de L'Aigle, dit comte Victor de l'Aigle (12 octobre 1766, Paris - 27 août 1867, Tracy-le-Val), est un général et homme politique français.

## Biographie
Appartenant à une ancienne famille de la noblesse de Normandie, il est le fils de Louis des Acres, comte de l'Aigle et d'Anne Espérance de Chauvelin, fille de Germain-Louis Chauvelin, garde des sceaux. Présenté à la cour de Louis XV par sa mère, il suit la carrière des armes (guidon de gendarmerie en 1747) et colonel de cavalerie aux dragons d'Orléans quand éclate la Révolution.
Il émigre après 1789, participe à la campagne des Princes en 1792, et, à son retour en France, Louis XVIII le nomme maréchal de camp et inspecteur de la cavalerie.
Conseiller général du département de l'Oise, il est élu député le 25 février 1824 par le 2e arrondissement électoral de Compiègne. Le comte de l'Aigle vote fidèlement avec la majorité royaliste de la Chambre dite « septennale ». Il fait de même après sa réélection le 24 novembre 1827 par le collège du département de l'Oise.
Vers 1825, il crée une école libre de filles à Tracy-le-Mont dans une propriété lui appartenant.
Après la révolution de 1830, le comte Victor de l'Aigle se retire de la politique active et vécut au château de Tracy-le-Val.
Par acte du 26 septembre 1870, la famille des Acres de L'Aigle fait donation à la commune, d'une maison située à Tracy, sous condition : « d'employer l'immeuble donné à l'usage d'école communale de filles, la volonté formelle du donateur étant qu'on ne puisse lui donner une autre destination ».
En 1981, cette maison sise au 16 rue des Cornouillers a cessé d'être utilisée comme école. En 1989, à la demande de la municipalité, les descendants de la famille ont autorisé la commune à vendre cette propriété pour financer la construction de la nouvelle salle municipale et ont émis le vœu qu'y soit donné le nom de leur ancêtre. Le Centre socio-culturel Victor-de-l'Aigle a été inauguré le samedi 8 octobre 1994 en présence des descendants.

### Hommage
Une rue de la ville de Compiègne porte le nom des Acres.

### Distinctions
- Il est, à sa mort, à l'âge de cent ans, le doyen des chevaliers de Saint-Louis ;
- chevalier (1er mai 1821), puis officier (28 octobre 1826) de la Légion d'honneur[3].

### Mariage et descendance
Il épouse à Paris le 27 mars 1801 (6 germinal an IX) la princesse Constance de Broglie (Paris, paroisse Saint Sulpice, 29 septembre 1782 - château de Tracy le Val, 29 septembre 1866), fille du prince Victor de Broglie, maréchal de camp, député aux Etats-généraux de 1789, guillotiné en 1794, et de Sophie de Rosen. Elle était aussi la petite-fille de Victor François de Broglie, 2e duc de Broglie, maréchal de France, la sœur de Victor de Broglie, 3e duc de Broglie, président du conseil en 1835-1836. Il en a :
- Comte Henri des Acres de L'Aigle , conseiller général et député de l'Oise (Paris, 8 janvier 1803 - château de Tracy le Val, 2 décembre 1875), marié à Paris le 6 avril 1831 avec Pulchérie de Visscher de Celles (1811-1888), dont trois filles ;
- Jules des Acres de L'aigle (Paris, 3 juillet 1804 - Bagnères de Luchon, 7 juillet 1861), marié à Paris le 1er juin 1835 avec Camille Germain de Monforton (1814-1866), dont deux fils ;
- Blanche des Acres de l'Aigle (Paris, 9 février 1807 - château de Brou, Noyant de Touraine, 13 janvier 1899), mariée à Paris le 14 juillet 1829 avec Alphonse Louis Théodore de Moges, amiral, gouverneur de la Martinique (1789-1850), dont deux enfants sans descendance[4].

## Sources
- « Augustin-Louis-Victor des Acres de L'Aigle », dans Adolphe Robert et Gaston Cougny, Dictionnaire des parlementaires français, Edgar Bourloton, 1889-1891 [détail de l’édition]